# Viktor Robertovich Tsoi
Viktor Robertovich Tsoi (tiếng Nga: Виктор Робертович Цой; phát âm tiếng Nga: [ˈvʲikt̪ər ˈrobʲɪrt̪əvʲɪtɕ ˈtsoi̯]; 21 tháng 6 1962 – 15 tháng 8 1990) là một ca sĩ kiêm nhạc sĩ người Liên Xô (pha trộn giữa hai dòng máu người Nga gốc Triều Tiên và người Nga) là đồng sáng lập của Kino, một trong những ban nhạc nổi tiếng và có ảnh hưởng lớn nhất trong lịch sử nền âm nhạc Nga.
Tsoi là người mang hai dòng máu pha trộn giữa Đông Á-Đông Âu, có cha là người Nga gốc dân tộc Triều Tiên là Robert Maksimovich Tsoi (trong tiếng Hàn là họ Choi), mẹ là Valentina Guseva, người Nga.
Vợ - Maryana (Marianna) Tsoi (1959-2005). Khi Victor và Maryana gặp nhau tại một trong những tòa nhà chung cư vào ngày 5 tháng 3 năm 1982, cô 23 tuổi và anh 19 tuổi. Vào thời điểm đó, Maryana là trưởng bộ phận sản xuất của rạp xiếc. Nghe những bài hát của Tsoi, cô quyết định giúp anh quảng bá nhóm Kino. Cuộc hôn nhân diễn ra vào ngày 4 tháng 2 năm 1984 sau hai năm yêu nhau. Khi Victor gặp Natalia Razlogova , anh ngay lập tức nói với Maryana rằng anh đã yêu cô ấy ; Sau đó anh đến Natalya, chuyển đến Moscow , nhưng cặp đôi chưa bao giờ chính thức ly hôn. Bà mất ngày 27 tháng 6 năm 2005 vì bạo bệnh và được chôn cất tại nghĩa trang Bogoslovskoye ở St. Petersburg, cách mộ Victor không xa.
Con trai - Alexander Tsoi (sinh 1985) - Con trai duy nhất của Victor, làm lập trình viên. Anh đã làm thơ từ khi mới 5 tuổi; chưa học xong cấp hai. Vào tháng 12 năm 2010, anh chính thức công khai mối quan hệ với Elena Osokina. Trong một thời gian dài anh ta không trả lời bất kỳ cuộc phỏng vấn nào và ẩn náu dưới cái tên Molchanov; trong cuộc phỏng vấn đầu tiên của mình (tháng 6 năm 2012, “ Moscow-24 ”), anh ấy nói rằng anh ấy là giám đốc câu lạc bộ của mình “ da da ” , viết nhạc và kiếm tiền với tư cách là một nhà thiết kế đồ họa. Anh từng là tay guitar trong nhóm " Para bellvm ".
Tình yêu cuối cùng của Viktor Tsoi là Natalia Razlogova (sinh năm 1956) - nhà phê bình phim và dịch giả người Pháp, em gái của nhà phê bình phim nổi tiếng Kirill Razlogova ; Tsoi gặp cô trên trường quay một trong những bộ phim và ngay lập tức yêu cô. Natalia là người tình của Victor trong ba năm cuối đời. Sau cái chết của Tsoi, cô kết hôn với nhà báo Yevgeny Dodolev và rời đến Hoa Kỳ.